# János Wass
János Wass (ur. ok. 1521, zm. po 1580) - nieślubny syn króla Czech i Węgier z dynastii Jagiellonów, Ludwika II Jagiellończyka.

János Wass urodził się około roku 1521 jako nieślubny syn panującego wówczas na tronach Czech i Węgier króla Ludwika Jagiellończyka i Angelithy Wass, damy królewskiego dworu. Nazwiska jego i jego matki znane są ze źródeł Izby w Pozsony (obecnie Bratysława), gdzie on sam pojawia się jako János Wass lub János Lathos. Przez całe życie regularnie otrzymywał dotacje z dworów swego wuja Ferdynanda I Habsburga, męża Anny Jagiellonki, a następnie ich syna Maksymiliana II Habsburga. Z otrzymywanych pieniędzy kupił dom w Pozsony (Bratysława), gdzie zamieszkał z bardzo liczną rodziną. Znane są plotki o jego ogromnym zadłużeniu związanym z zaskakującą liczbą potomków (podobno jego posiadająca dwadzieścioro dzieci córka prosiła go nawet o pokrycie części kosztów wesela swego dziecka). 

Zmarł w obecnej Bratysławie, zapewne po roku 1580, dlatego można go uznać za ostatniego znanego męskiego przedstawiciela dynastii Jagiellonów, choć nigdy nie został oficjalnie uznanym królewskim potomkiem.

## Patrylinealna linia pokrewieństwa
Linia pokrewieństwa, ukazująca pochodzenie Jánosa Wass'a od Giedymina, protoplasty dynastii.
1. Giedymin (ok. 1275–1341)
2. Olgierd Giedyminowic (ok. 1296–1377)
3. Władysław II Jagiełło (ok. 1362–1434)
4. Kazimierz IV Jagiellończyk (1427–1492)
5. Władysław II Jagiellończyk (1456–1516)
6. Ludwik II Jagiellończyk (1506–1526)

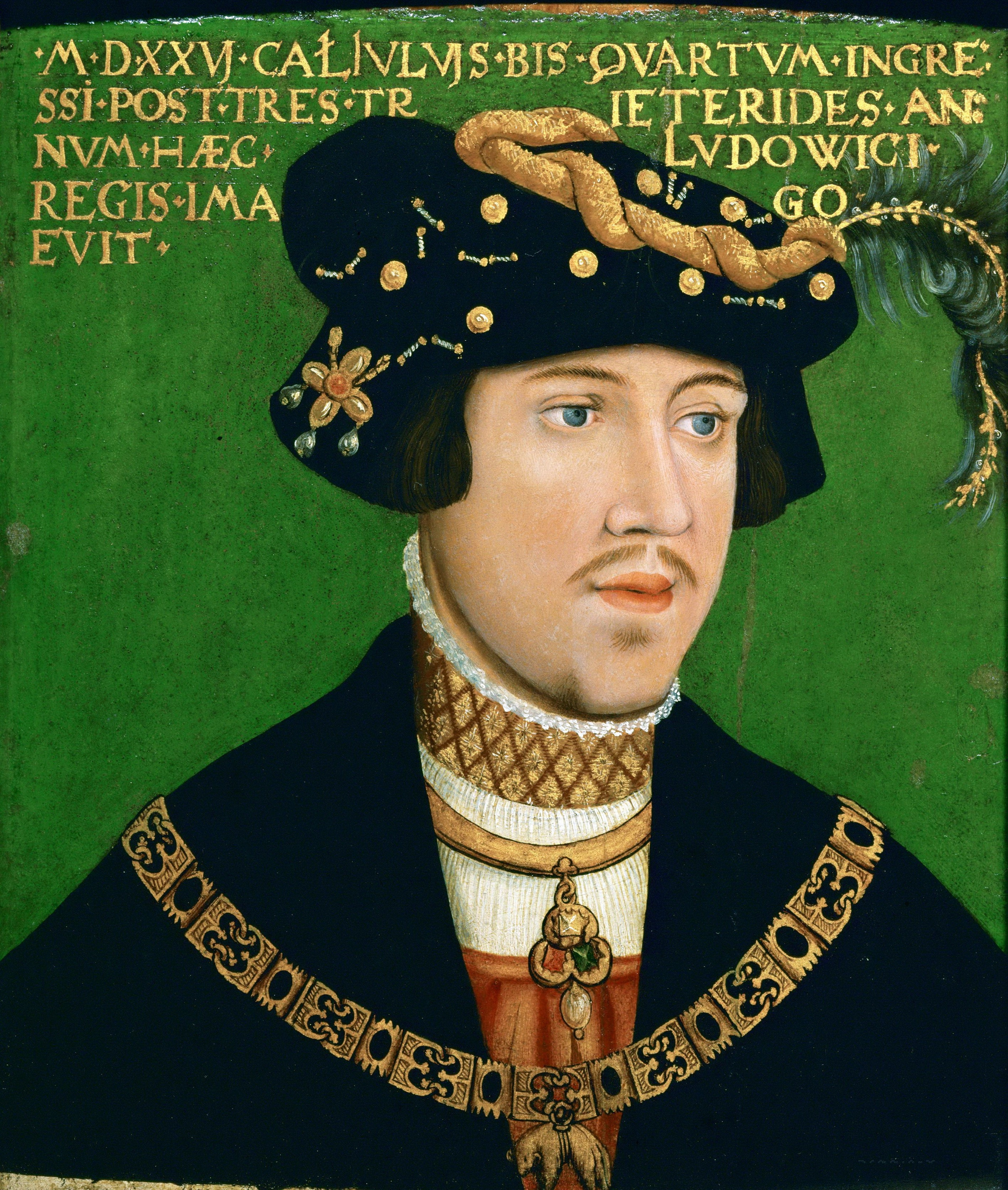
Ludwik Jagiellończyk, portret z roku 1522

7. János Wass (ok. 1521-po 1580)